# Hurlahalli, Bangarapet
Hurlahalli là một làng thuộc tehsil Bangarapet, huyện Kolar, bang Karnataka, Ấn Độ.